# Csaba Burján
Csaba Burján (ur. 27 września 1994 w Peczu) – węgierski łyżwiarz szybki specjalizujący się w short tracku, mistrz olimpijski, medalista mistrzostw świata i Europy.
W lutym 2018 roku wystąpił na igrzyskach olimpijskich w Pjongczangu. Wziął udział w dwóch konkurencjach – zdobył złoty medal olimpijski w biegu sztafetowym (razem z nim wystąpili Shaoang Liu, Shaolin Sándor Liu i Viktor Knoch) oraz zajął 30. miejsce w biegu na 1500 m. Zwycięstwo w sztafecie przyniosło pierwszy w historii złoty medal zimowych igrzysk olimpijskich dla Węgier.
W latach 2015–2019 zdobył trzy medale mistrzostw świata (jeden srebrny i dwa brązowe), w latach 2013–2019 pięć medali mistrzostw Europy (jeden złoty, dwa srebrne i dwa brązowe), w 2014 roku srebrny medal mistrzostw świata juniorów, a w 2013 roku złoty medal zimowej uniwersjady.